# Новый социальный пакт
«Новый социальный пакт» (исп. «Nuevo Pacto Social») — левоцентристская политическая коалиция в Чили, существовавшая с августа по декабрь 2021 года. В её состав входили: «Партия за демократию», Радикальная партия, Социалистическая партия Чили, Христианско-демократическая партия, партия «Граждане», Либеральная партия Чили, а также движения «Новый курс» и «Новое Чили».
Вопреки ожиданиям её членов, на президентских и парламентских выборах «Новый социальный пакт» не только не улучшил результаты предыдущей коалиции с участием этих же партий, «Конституционное единство», но даже уступил более левой коалиции «Одобряю достоинство», возглавляемой «Социальной конвергенцией» и Коммунистической партией. С целью поддержки нового президента Габриэля Борича, социалисты, радикалы и «Партия за демократию» решили войти в новое правительство страны, после чего Христианско-демократическая партия вышла из коалиции и объявила о прекращении «исторического союза» между ХДП и СПЧ, существовавшего с 1988 года, после чего оставшиеся партии распустили «Новый социальный пакт» и сформировали вместо него новую коалицию «Демократический социализм».

## История
В сентябре 2020 года «Партия за демократию», Радикальная партия, Социалистическая партия, Христианско-демократическая партия и партия «Граждане» сформировали вместе с Прогрессивной партией и в союзе с Либеральной партией и политической платформой «Новый курс» — избирательный блок «Конституционное единство». Однако партиям не удалось договориться о совместном участии на предстоящих в 2021 году президентских и парламентских выборах, после чего Прогрессивная партия решила выйти из соглашения и идти на них самостоятельно, что привело к развалу коалиции. Остальные её члены смогли прийти к соглашению и зарегистрировали единый список кандидатов под названием «Новый социальный пакт».
На президентских выборах коалиция выдвинула кандидатуру Ясны Провосте от ХДП, которая получила 60,8 % на праймериз. На выборах Провосте заняла 5-е место с результатом 815 558 голосов (11,61 %), не пройдя во второй тур, в котором «Новый социальный пакт» поддержал кандидата от коалиции «Одобряю достоинство» Габриэля Борича, одержавшего победу.
После победы Борича встал вопрос о формировании новой правительственной коалиции, так как партии «Одобряю достоинство» на парламентских выборах в совокупности получили только 37 мест из 155 (столько же, сколько «Новый социальный пакт»). Христианско-демократическая партия выступила резко против его поддержки, в то время как остальные партии склонялись к вхождению в коалицию. В декабре было сформировано новое правительство, в которое вошли представители ряда партий блока. В ответ на это, ХДП де-факто перестала принимать участие в работе коалиции, а остальные партии после этого сформировали блок «Демократический социализм».
21 января 2022 года ХДП вышла из «Нового социального пакта» и заявила о прекращении существования «исторического союза» между ХДП и СПЧ, существовавшего с 1988 года, а 25 января — перешла в оппозицию.

## Состав коалиции
| Партия | Партия                             | Название на языке оригинала | Идеология                                               |
| ------ | ---------------------------------- | --------------------------- | ------------------------------------------------------- |
|        | Социалистическая партия Чили       | Partido Socialista          | Социал-демократия, левоцентризм, прогрессизм, реформизм |
|        | Партия за демократию               | Partido por la Democracia   | Левоцентризм, социал-либерализм                         |
|        | Христианско-демократическая партия | Partido Demócrata Cristiano | Христианская демократия, социал-либерализм, центризм    |
|        | Граждане                           | Ciudadanos                  | Левоцентризм, феминизм                                  |
|        | Радикальная партия                 | Partido Radical             | Радикализм, социал-либерализм, социал-демократия        |
|        | Либеральная партия Чили            | Partido Liberal             | Социал-либерализм, феминизм                             |

С 8 ноября 2021 года членами коалиции также являлись политические движения «Новый курс» и «Новое Чили».

## Участие в выборах

### Парламентские выборы
| Выборы | Палата депутатов | Палата депутатов | Палата депутатов | Сенат   | Сенат   | Сенат    |
| Выборы | Голосов          | %                | Мест             | Голосов | %       | Мест     |
| ------ | ---------------- | ---------------- | ---------------- | ------- | ------- | -------- |
| 2021   | 1 085 978        | 17,16 %          | 37 из 155        | 726 363 | 15,59 % | 18 из 50 |

### Президентские выборы
| Выборы | Кандидат      | Голосов | %     | Результат |
| ------ | ------------- | ------- | ----- | --------- |
| 2021   | Ясна Провосте | 815 563 | 11,60 | 5-е место |